# Jim Glass
James Elwin Glass, detto Jim (Ossian, 10 settembre 1919 – Fort Wayne, 8 febbraio 1972), è stato un cestista statunitense, professionista nella NBL.

## Carriera
Giocò una stagione nella NBL, disputando 14 partite con 0,5 punti di media.